# Villers-Tournelle
Villers-Tournelle là một xã ở tỉnh Somme trong vùng Hauts-de-France của Pháp. Xã này nằm cách Amiens 27 km về phía đông nam, trên đường D188.

## Dân số
| 1962                                                           | 1968 | 1975 | 1982 | 1990 | 1999 |
| -------------------------------------------------------------- | ---- | ---- | ---- | ---- | ---- |
| 88                                                             | 135  | 143  | 138  | 108  | 146  |
| Số liệu điều tra dân số từ năm 1962, dân số không tính hai lần |      |      |      |      |      |